# Allen Francis Doyle
Allen Francis Doyle är en rollfigur i TV-Serien Angel och spelas av skådespelaren Glenn Quinn. Karaktären Doyle är bara med under den första säsongen av serien som sändes 1999.
Doyle föddes år 1970 i Dublin på Irland. Hans mamma var mänsklig och hans pappa var en Brachen-demon. 
I serien är Doyle den som får Angel att starta Angel Investigations. Det var hans "syner" som ledde honom till Angel och han är den som ser när en oskyldig människa skadas. Doyle blev ganska snabbt förälskad i Cordelia Chase, men var rädd att hon skulle förakta honom eftersom han var en halvdemon. I mitten av säsong ett, avsnitt 1.09. "Hero", offrar Doyle sig själv för att rädda sina vänner och i en sista passionerad kyss med Cordelia överför han sina krafter till henne.

## Medverkar i
1.01	City Of
1.02	Lonely Hearts
1.03	In the dark
1.04	I fall to pieces
1.05	Rm W/A Vu
1.06	Sense & Sensability
1.07	Bachelors Party
1.08	I will remember you
1.09	Hero